# Lijst van voetbalinterlands Libië - Syrië
Deze lijst van voetbalinterlands is een overzicht van alle officiële voetbalwedstrijden tussen de nationale teams van Libië en Syrië. De landen hebben tot op heden acht keer tegen elkaar gespeeld. De eerste ontmoeting, een wedstrijd tijdens de Pan Arabische Spelen 1965, vond plaats op 28 augustus 1965 in Caïro (Egypte). Het laatste duel, een vriendschappelijke wedstrijd, werd gespeeld in Damascus op 5 augustus 2006.

## Wedstrijden
| № | Plaats     | Datum             | Competitie                | Wedstrijd     | Uitslag |
| - | ---------- | ----------------- | ------------------------- | ------------- | ------- |
| 1 | Caïro      | 28 augustus 1965  | Pan Arabische Spelen 1965 | Libië − Syrië | 6 − 3   |
| 2 | Bagdad     | 4 april 1966      | Arab Nations Cup 1966     | Syrië − Libië | 0 − 0   |
| 3 | Damascus   | 26 september 1974 | Vriendschappelijk         | Syrië − Libië | 2 − 1   |
| 4 | Tunis      | 21 december 1975  | Palestina Cup 1975        | Syrië − Libië | 3 − 2   |
| 5 | Tunis      | 23 december 1975  | Palestina Cup 1975        | Syrië − Libië | 0 − 1   |
| 6 | Casablanca | 7 augustus 1985   | Pan Arabische Spelen 1985 | Syrië − Libië | 0 − 2   |
| 7 | Amman      | 23 augustus 1999  | Pan Arabische Spelen 1999 | Syrië − Libië | 1 − 1   |
| 8 | Damascus   | 5 augustus 2006   | Vriendschappelijk         | Syrië − Libië | 2 − 1   |

## Samenvatting
| Competitie                     | Totaal gespeeld | Winst Libië | Gelijk | Winst Syrië | Doelsaldo Libië – Syrië |
| ------------------------------ | --------------- | ----------- | ------ | ----------- | ----------------------- |
| Arab Nations Cup/Palestina Cup | 3               | 1           | 1      | 1           | 3 − 3                   |
| Pan Arabische Spelen           | 3               | 2           | 1      | 0           | 9 − 4                   |
| Vriendschappelijk              | 2               | 0           | 0      | 2           | 2 − 4                   |
| Totaal                         | 8               | 3           | 2      | 3           | 14 − 11                 |

LFF · A-internationals · Bondscoaches · Libisch vrouwenelftal · Olympisch elftal
1960 – 1969 · 
1970 – 1979 · 
1980 – 1989 · 
1990 – 1999 · 
2000 – 2009 · 
2010 – 2019 ·
2020 − 2029
1964 · 
1965 · 
1966 · 
1967 · 
1968 · 
1969 · 
1970 · 
1971 · 
1972 · 
1973 · 
1974 · 
1975 · 
1976 · 
1977 · 
1978 · 
1979 · 
1980 · 
1981 · 
1982 · 
1983 · 
1984 · 
1985 · 
1986 · 
1987 · 
1988 · 
1989 · 
1990 · 
1991 · 
1992 · 
1993 · 
1994 · 
1995 · 
1996 · 
1997 · 
1998 · 
1999 · 
2000 · 
2001 · 
2002 · 
2003 · 
2004 · 
2005 · 
2006 · 
2007 · 
2008 · 
2009 · 
2010 · 
2011 · 
2012 · 
2013 ·
2014 ·
2015 ·
2016 ·
2017 ·
2018 ·
2019 ·
2020 ·
2021 ·
2022 ·
2023
Algerije ·
Angola ·
Argentinië ·
Bahrein ·
Benin ·
Botswana ·
Burkina Faso ·
Canada ·
Centraal-Afrikaanse Republiek ·
Comoren ·
Congo-Brazzaville ·
Congo-Kinshasa ·
Egypte ·
Equatoriaal-Guinea ·
Ethiopië ·
Gabon ·
Gambia ·
Ghana ·
Griekenland ·
Guinee ·
Indonesië ·
Irak ·
Iran ·
Ivoorkust ·
Jemen ·
Jordanië ·
Kaapverdië ·
Kameroen ·
Kazachstan ·
Kenia ·
Koeweit ·
Lesotho ·
Libanon ·
Liberia ·
Malawi ·
Maleisië ·
Mali ·
Malta ·
Marokko ·
Mauritanië ·
Mauritius ·
Mozambique ·
Myanmar ·
Namibië ·
Niger ·
Nigeria ·
Oeganda ·
Oekraïne ·
Oman ·
Palestina ·
Polen ·
Qatar ·
Rwanda ·
Sao Tomé en Principe ·
Saoedi-Arabië ·
Senegal ·
Seychellen ·
Soedan ·
Swaziland ·
Syrië ·
Tanzania ·
Thailand ·
Togo ·
Tsjaad ·
Tunesië ·
Turkije ·
Uruguay ·
Verenigde Arabische Emiraten ·
Wit-Rusland ·
Zambia ·
Zimbabwe ·
Zuid-Afrika ·
Zuid-Korea
SFA · A-internationals · Syrisch vrouwenelftal
1940 - 1949 · 
1950 - 1959 · 
1960 - 1969 · 
1970 - 1979 · 
1980 - 1989 · 
1990 - 1999 · 
2000 – 2009 · 
2010 – 2019 ·
2020 − 2029
Afghanistan ·
Algerije ·
Australië ·
Bahrein ·
Bangladesh ·
Cambodja ·
China ·
Cyprus ·
Egypte ·
Filipijnen ·
Griekenland ·
Guam ·
Haïti ·
Hongkong ·
India ·
Indonesië ·
Irak ·
Iran ·
Japan ·
Jemen ·
Jordanië ·
Kazachstan ·
Kirgizië ·
Koeweit ·
Laos ·
Libanon ·
Libië ·
Malediven ·
Maleisië ·
Marokko ·
Mauritanië ·
Mauritius ·
Myanmar ·
Nepal ·
Noord-Korea ·
Oezbekistan ·
Oman ·
Pakistan ·
Palestina ·
Qatar ·
Rusland ·
San Marino ·
Saoedi-Arabië ·
Singapore ·
Soedan ·
Sovjet-Unie ·
Sri Lanka ·
Tadzjikistan ·
Taiwan ·
Thailand ·
Tunesië ·
Turkije ·
Turkmenistan ·
Venezuela ·
Verenigde Arabische Emiraten ·
Vietnam ·
Wit-Rusland ·
Zuid-Jemen ·
Zuid-Korea ·
Zweden